# 아슈케나짐
아슈케나짐(히브리어: אשכנזים, 독일어: Aschkenasim, 영어: Ashkenazim) 또는 아슈케나즈 유대인(히브리어: יהודי אשכנז 예후디 아슈케나즈, 영어: Ashkenazi Jews, Ashkenazic Jews)은 유럽에 거주하던 유대인 그룹으로, 스파라드 유대인(세파라딤)이나 미즈라흐 유대인(미즈라힘)과 구별된다. 중세시대에 남으로는 알자스부터 북으로는 빙엔에 걸쳐 있는 라인란트에 주로 거주하던 유대인들의 후손으로 여겨진다.
"아슈케나즈"는 그 당시 히브리어로 독일을 가리키는 말로, 따라서 아슈케나즈 유대인의 문자 그대로의 뜻은 독일 유대인(German Jews)이다. 시간이 지나면서 11세기부터 19세기까지의 기간 동안 많은 아슈케나즈 유대인들이 헝가리, 폴란드, 벨라루스, 리투아니아, 러시아, 우크라이나 등을 포함한 동유럽 국가들로 이주하여 비독일어권 지역에서 특히 큰 공동체를 형성하였다.
아슈케나짐은 11세기 당시 전 세계 유대인들의 3%에 불과했고 1931년에는 92%를 차지했으나 대학살을 겪으며 인구가 많이 줄어들었다. 현재 이스라엘에는 280만명이 거주하고 있다. 20세기 중반까지 아슈케나즈 유대인들은 고지 독일어를 기반으로 한 이디시어를 사용했다. 지중해 주변에 있는 유대인들을 제외하면 유럽 출신 유대인들의 거의 대부분이 아슈케나즈 유대인으로 여겨진다. 현재 아슈케나즈 유대인의 숫자는 정체성을 확정짓는 방식에 따라 다르나 약 8백만 명 내지 1천 2백만명이다. 홀로코스트 이후 이들의 지리적 분포는 큰 변화를 겪어 이 중 3~4백만 명은 이스라엘에 거주하고 있으며, 약 6백만 가량의 유대인들은 미국에서 거주하고 있다.

## 역사
아슈케나즈 유대인들은 기독교 문화 속의 유럽에서 천대받던 금융과 무역에 관한 직종에 종사하였으며, 특히 폐쇄적인 집단을 이루고 살거나 죄악시되던 고리대금업을 운영하던 등의 구실로 반유대주의 정서의 표적이 되었다. 이러한 움직임 가운데 본래 신성 로마 제국 영토 내에 다수 거주하던 아슈케나즈 유대인 인구는 점차 동부로 쫓겨나 동유럽에 주로 거주하게 되었다. 특히 15세기부터 폴란드-리투아니아 연방 지역에 유대인들이 받아들여진 이후 아슈케나즈 유대인들은 동유럽의 폴란드, 리투아니아, 벨라루스, 우크라이나 서부 등지에서 최대 규모의 디아스포라 집단을 형성하게 되었다.
18세기부터 계몽주의 운동으로 유대인들의 사회적 지위가 향상되고 많은 아슈케나짐 유대인들이 독일어권 지역으로 재이주하기 시작했다. 한편으로 유대인들의 급격한 사회참여 증가는 서유럽에서 반유대주의가 빠르게 확산하는 계기가 되었다. 특히 프랑스에서 발생한 드레퓌스 사건을 계기로 '시온으로의 귀환'을 추구하는 시오니즘 운동이 시작되면서 이러한 정체성의 갈등이 심화되었다.
제1차 세계 대전 이후 유럽 정치계에 파시즘 광풍이 불고, 그 끝에 나치 독일 정권의 홀로코스트 대학살이 일어나 아슈케나즈 유대인 인구는 큰 변화를 맞게 되었다. 이 당시 수백 만 명의 아슈케나즈 유대인들이 수용소와 게토 등에서 조직적으로 학살당하였고, 남은 인구도 대부분 먼 타국으로 이주하여 새로운 디아스포라를 형성할 수 밖에 없게 되었다. 오늘날에도 아슈케나즈 유대인의 대부분은 유럽이 아닌 미국, 아르헨티나, 이스라엘 등지에 거주하고 있다.

## 관습, 전통과 법
아슈케나즈 유대인들의 관습들은 스파라드 유대인과 여러모로 다르다. 아슈케나즈 유대인들은 과월절(유월절)에는 전통적으로 콩과식물, 옥수수, 쌀과 조를 먹는 것을 멀리했다. 반면에 자유롭게 생선을 섭취하고 우유를 마시지만 스파라드 유대인들은 이런 음식들을 피하는 편이다. 히브리어 발음 역시 다소 다르다. "타우"라는 히브리 문자를 발음할 때 끝 부분에 "t" 혹은 "th" 발음 대신에 "s" 소리를 붙인다는 것이다. 다만 아슈케나즈 유대인이라는 용어는 유래와 별개로 중부, 서부 유럽에 오래 정착해 있던 세파르딤 유대인까지 포함하기도 한다.

## 유전학
DNA 하플로그룹 연구에 의하면 아슈케나짐 유대인의 부계 혈통은 중동의 고대 유대인들과 큰 차이가 없으나 모계 혈통은 주변의 유럽 민족과 높은 유사성을 보여 유대인이라는 민족 정체성이 대체로 부계를 통해 전달되었다고 추정된다. 또한 과거 아슈케나즈 유대인 집단에서는 비교적 높은 비율의 족내혼이 성행했음이 연구에 의해 추측되고 있다. 이스라엘의 학자 도론 베하르(Doron Behar)는 40%의 아슈케나즈 유대인계 유대인의 모계혈통이 1000년 전 네 명의 여성 혹은 적어도 네 가지의 모계혈통으로 소급된다고 추정했다. 아슈케나짐 유대인의 기원을 중앙아시아 유래의 튀르크계 국가이던 하자르 칸국에서 찾는 소수설도 있으나 많은 연구자들에 의해 부정된다.

## 같이 보기
- 미즈라흐 유대인(Mizrahim)
- 인도계 유대인(영어판)
- 유럽계 유대인의 역사
  - 러시아계 유대인
- 카라힘
  - 카라이테 유대교